# Let's Get Married (film, 1926)
Pour les articles homonymes, voir Let's Get Married.
Pour plus de détails, voir Fiche technique et Distribution.
Let's Get Married est un film américain réalisé par Gregory La Cava pour la Famous Players-Lasky Corporation en 1926.

## Fiche technique
- Titre : Let's Get Married
- Réalisation : Gregory La Cava
- Scénario : J. Clarkson Miller et Luther Reed, d'après une pièce de théâtre The Man from Mexico de Henry A. Du Souchet
- Intertitres : John Bishop
- Producteur : Adolph Zukor, Jesse L. Lasky
- Société de production : Famous Players-Lasky Corporation
- Image : Edward Cronjager
- Durée : 70 minutes (7 bobines)[1]
- Type: Noir et blanc, muet
- Date de sortie : 1er mars 1926

## Distribution
- Richard Dix : Billy Dexter
- Lois Wilson : Mary Corbin
- Nat Pendleton : Jimmy
- Douglas MacPherson : Tommy
- Gunboat Smith : Slattery
- Edna May Oliver : J.W. Smith